# Liv Rooney
Olivia "Liv" Rooney é uma personagem fictícia, e uma das duas protagonistas da sitcom do Disney Channel, Liv and Maddie, junto com sua irmã gêmea e melhor amiga Maddie Rooney.
Liv é interpretada por Dove Cameron.

## Personalidade
Liv é alegre, energética e muito na moda. Liv adora atuar e cantar e é muito confiante e entusiasmada quando solicitada a fazer qualquer um deles. Ela sempre coloca sua família e amigos em primeiro lugar, e mesmo quando ela mexe-se ao tentar ajudá-los, ela sempre tem as melhores intenções no coração (como visto em "Twin-A-Rooney" e vários outros episódios). Ela é doce, graciosa, muitas vezes vê o bem em todos e dá a todos uma oportunidade justa, mesmo se eles são geralmente uma pessoa má (como mostrado em "Steal-A-Rooney"). Liv também é muito extrovertida e gosta de falar, especialmente sobre si mesma. Liv pode ser um pouco egoísta e tem às vezes um pouco demais de orgulho em seu talento (como visto em "Twin-A-Rooney"), mas apenas porque ela tem um amor tão forte por o que ela faz e ela sempre significa bem. Mesmo que ela goste de moda, ela coloca o bem-estar de Maddie acima mesmo assim. Isto foi demonstrado quando ela destruiu um par de saltos que ela realmente amava porque Maddie ficou muito viciada a eles e até deixou de mostrar-se a um jogo de basquete, algo que Maddie amou mais do que qualquer coisa. ("Shoe-A-Rooney")
Liv evidentemente, não gosta do Dump Truck muito bem como ela deu à Andie um simpático "aw" quando ela disse que Liv convidou ele para sair apenas por sua co-estrela de salientar que ela estava animada, não extrapolados para fora.
Sendo muito mais feminina do que Maddie, ela é muito mais elegante com seu guarda-roupa do que Maddie.

## Biografia
Com 6 anos de idade, Liv cantou uma maratona de canções de Natal, o que levou a um comercial para uma loja de reparo silenciador local quando ela tinha 8 anos. Quando ela tinha 11 anos de idade, ela conseguiu o papel de Stephanie Einstein em uma série de TV, Sing It Loud! (Cante Alto!). Depois de receber o papel, Liv mudou-se para Los Angeles, Califórnia, e vivia com a tia Dina para trabalhar no show. Liv viveu em Hollywood por quatro anos, até que a série terminou quando ela tinha 15 anos. Foi oferecida a Liv uma tonelada de outros papéis, mas ela decidiu que queria mudar de casa de volta para sua cidade natal em Stevens Point, Wisconsin porque ela perdeu sua família e ela pensou que era hora de voltar para casa. Liv and Maddie se inicia logo após Liv retornar para casa, em Stevens Point. Ela e Maddie reacenderam seu relacionamento e tornaram-se cada vez mais próximas, uma se arriscando muito pela outra.

## Filmografia
Liv é uma atriz famosa, consequentemente, tem uma filmografia fictícia.
| Temp. | Título          | Papel              | Notas        |
| ----- | --------------- | ------------------ | ------------ |
| 1ª    | Sing It Loud!   | Stephanie Einstein | Protagonista |
| 3ª    | Voltage         | Tess (Skyvolt)     | Protagonista |
| 4ª    | Linda & Heather | Icevanka           | Participação |
| 4ª    | Sing It Louder! | Stephanie Einstein | Protagonista |

| Temp. | Título                | Papel           | Notas        |
| ----- | --------------------- | --------------- | ------------ |
| 1ª    | The Skateboard Bandit |                 | Protagonista |
| 1ª    | Space Werewolves      | Tristan Lycanth | Protagonista |
| 2ª    | The Funaways          |                 | Protagonista |

## Prêmios e indicações
A atuação de Dove Cameron rendeu muitos prêmios e indicações a atriz.
| Ano  | Premiação           | Categoria                                | Resultado | Ref.  |
| ---- | ------------------- | ---------------------------------------- | --------- | ----- |
| 2014 | Teen Choice Awards  | Estrela Feminina Revelação               | Indicada  | [ 3 ] |
| 2015 | Teen Choice Awards  | Estrela Feminina Comediante              | Indicada  | [ 4 ] |
| 2016 | Kids' Choice Awards | Atriz de TV Favorita - Programa Infantil | Indicada  | [ 5 ] |